# Adé (Hautes-Pyrénées)
Pour les articles homonymes, voir Adé.
Adé est une commune française située dans l'ouest du département des Hautes-Pyrénées, en région Occitanie. Sur le plan historique et culturel, la commune est de l’ancien comté de Bigorre, comté historique des Pyrénées françaises et de Gascogne.
Exposée à un climat de montagne, elle est drainée par la Geune, la Geune, l'Aubish, le ruisseau des Graves et par deux autres cours d'eau. La commune possède un patrimoine naturel remarquable composé de deux zones naturelles d'intérêt écologique, faunistique et floristique.
Adé est une commune rurale qui compte 834 habitants en 2022, après avoir connu une forte hausse de la population depuis 1962. Elle est dans l'agglomération de Lourdes et fait partie de l'aire d'attraction de Lourdes. Ses habitants sont appelés les Adéens ou  Adéennes.

## Géographie

### Localisation
La commune d'Adé se trouve dans le département des Hautes-Pyrénées, en région Occitanie.
Elle se situe à 13 km à vol d'oiseau de Tarbes, préfecture du département, à 16 km d'Argelès-Gazost, sous-préfecture, et à 5 km de Lourdes, bureau centralisateur du canton de Lourdes-2 dont dépend la commune depuis 2015 pour les élections départementales.
La commune fait en outre partie du bassin de vie de Lourdes.
Les communes les plus proches sont : 
Bartrès (2,0 km), Averan (2,7 km), Julos (3,0 km), Bourréac (4,2 km), Barry (4,3 km), Lézignan (4,3 km), Poueyferré (4,4 km), Loubajac (4,4 km).
Sur le plan historique et culturel, Adé fait partie de l’ancien comté de Bigorre, comté historique des Pyrénées françaises et de Gascogne créé au IXe siècle puis rattaché au domaine royal en 1302, inclus ensuite au comté de Foix en 1425 puis une nouvelle fois rattaché au royaume de France en 1607. La commune est dans le pays de Tarbes et de la Haute Bigorre.
Adé est limitrophe de six autres communes. Au nord-est, son territoire est distant de 250 mètres de celui de Bénac.
| Ossun   |         | Lanne  |
| Bartrès | Adé     | Averan |
|         | Lourdes | Julos  |

### Paysages et relief

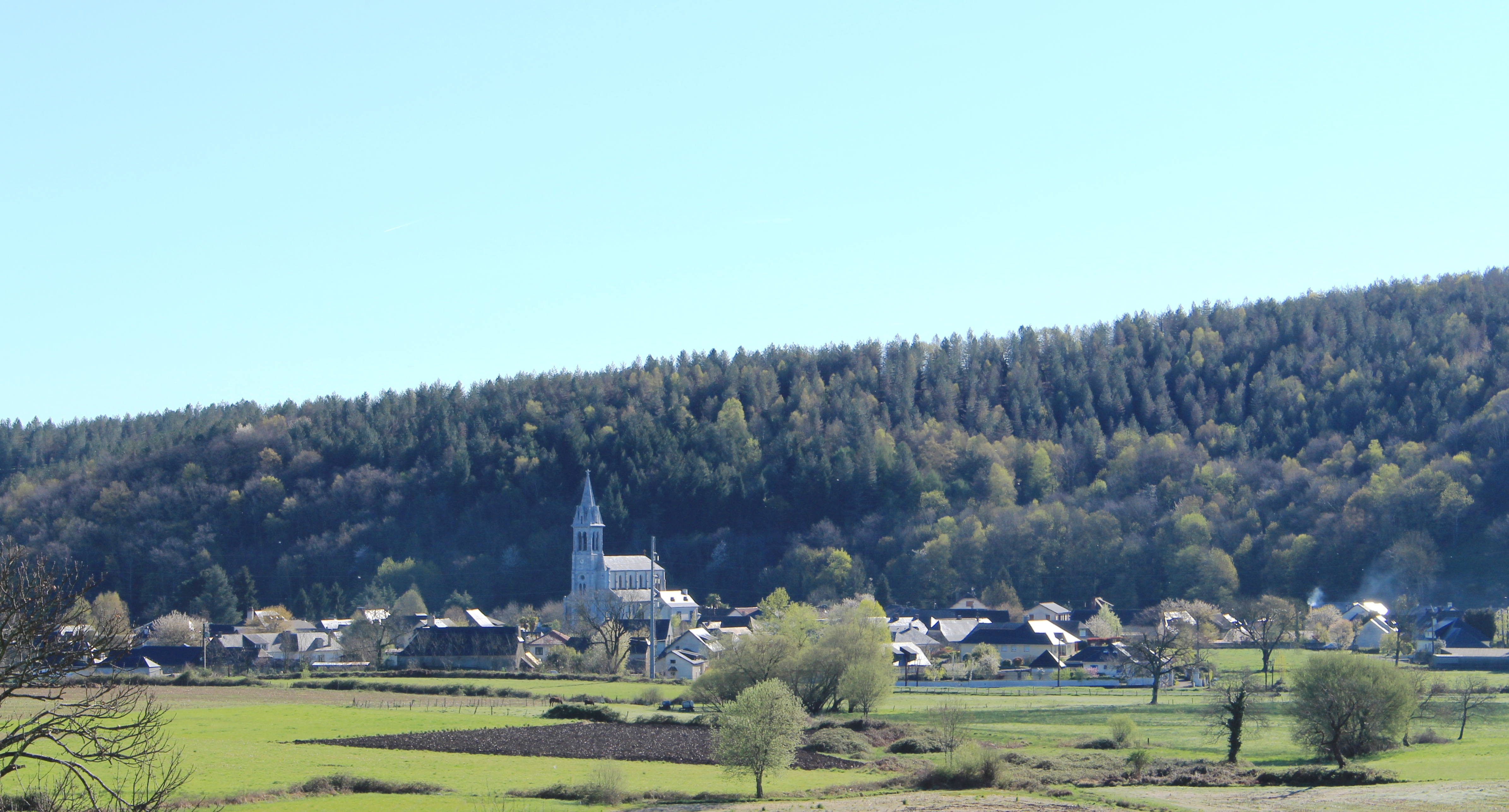
Vue en été.

### Hydrographie

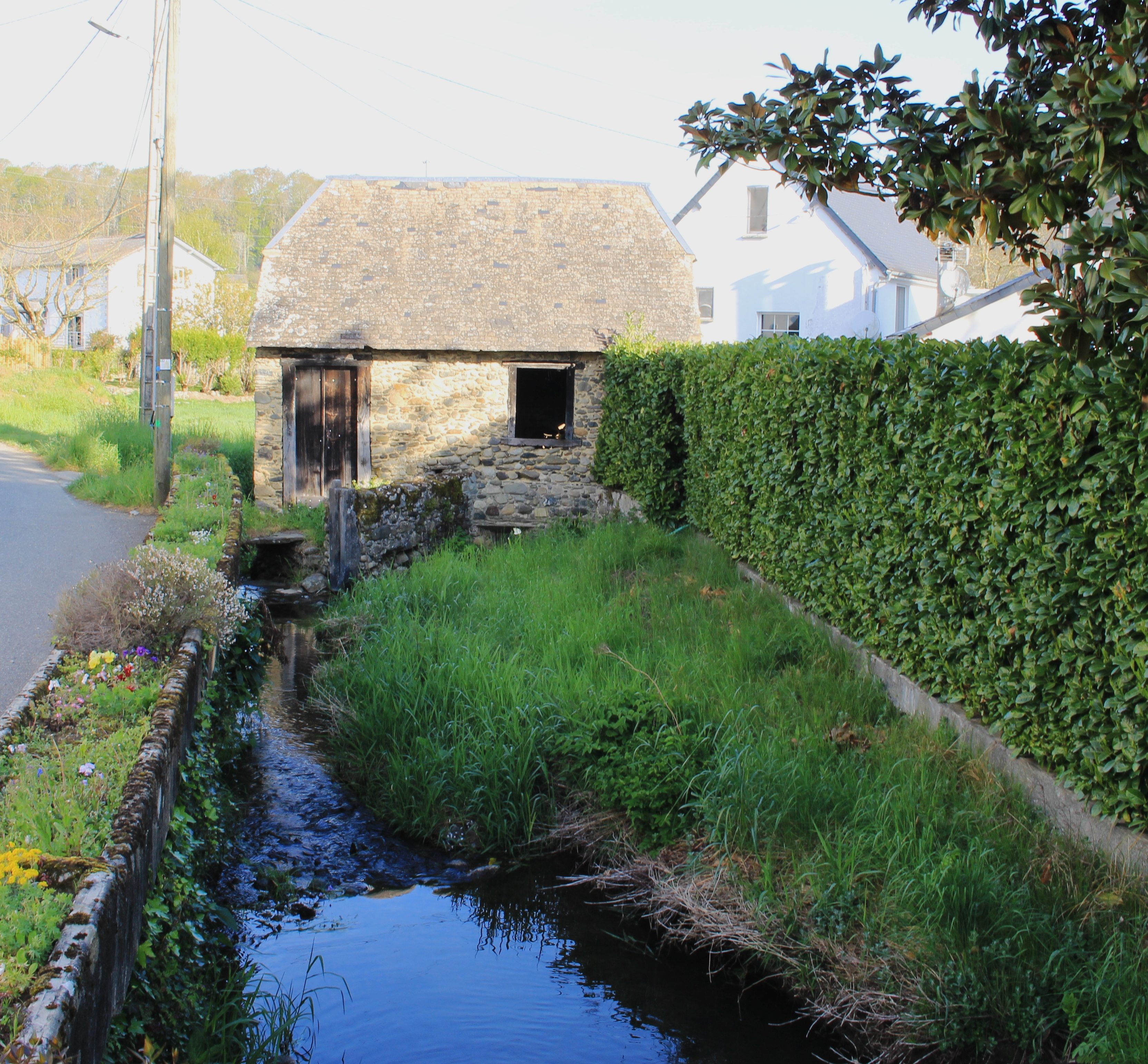
Le moulin en 2021.

Elle est drainée par la Geune, la Geune, l'Aubish, le ruisseau des Graves, le ruisseau de Bie-Rouye et le ruisseau de Mouret, constituant un réseau hydrographique de 10 km de longueur totale,.
La Geune, d'une longueur totale de 10,6 km, prend sa source dans la commune et s'écoule du sud vers le nord. Il se jette dans l'Échez à Juillan, après avoir traversé 4 communes.

### Climat
Le climat qui caractérise la commune est qualifié, en 2010, de « climat des marges montargnardes », selon la typologie des climats de la France qui compte alors huit grands types de climats en métropole. En 2020, la commune ressort du type « climat de montagne » dans la classification établie par Météo-France, qui ne compte désormais, en première approche, que cinq grands types de climats en métropole. Pour ce type de climat, la température décroît rapidement en fonction de l'altitude. On observe une nébulosité minimale en hiver et maximale en été. Les vents et les précipitations varient notablement selon le lieu.
Les paramètres climatiques qui ont permis d’établir la typologie de 2010 comportent six variables pour les températures et huit pour les précipitations, dont les valeurs correspondent à la normale 1971-2000. Les sept principales variables caractérisant la commune sont présentées dans l'encadré ci-après.
| Paramètres climatiques communaux sur la période 1971-2000 - Moyenne annuelle de température : 11,9 °C - Nombre de jours avec une température inférieure à −5 °C : 3 j - Nombre de jours avec une température supérieure à 30 °C : 4,8 j - Amplitude thermique annuelle : 14,1 °C - Cumuls annuels de précipitation : 1 161 mm - Nombre de jours de précipitation en janvier : 10,4 j - Nombre de jours de précipitation en juillet : 8,6 j |

Avec le changement climatique, ces variables ont évolué. Une étude réalisée en 2014 par la Direction générale de l'Énergie et du Climat complétée par des études régionales prévoit en effet que la  température moyenne devrait croître et la pluviométrie moyenne baisser, avec toutefois de fortes variations régionales. Ces changements peuvent être constatés sur la station météorologique de Météo-France la plus proche, « Lourdes », sur la commune de Lourdes, mise en service en 1881 et qui se trouve à 5 km à vol d'oiseau,, où la température moyenne annuelle est de 13,3 °C et la hauteur de précipitations de 1 426,7 mm pour la période 1981-2010.
Sur la station météorologique historique la plus proche, « Tarbes-Lourdes-Pyrénées », sur la commune d'Ossun, mise en service en 1946 et à 6 km, la température moyenne annuelle évolue de 12,2 °C pour la période 1971-2000, à 12,6 °C pour 1981-2010, puis à 12,9 °C pour 1991-2020.

### Milieux naturels et biodiversité

#### Zones naturelles d'intérêt écologique, faunistique et floristique
L’inventaire des zones naturelles d'intérêt écologique, faunistique et floristique (ZNIEFF) a pour objectif de réaliser une couverture des zones les plus intéressantes sur le plan écologique, essentiellement dans la perspective d’améliorer la connaissance du patrimoine naturel national et de fournir aux différents décideurs un outil d’aide à la prise en compte de l’environnement dans l’aménagement du territoire.
Une ZNIEFF de type 1 est recensée sur la commune,
le « réseau hydrographique des Angles et du Bénaquès » (260 ha), couvrant 35 communes du département et une ZNIEFF de type 2,,
les « coteaux et vallons des Angles et du Bénaquès » (12 879 ha), couvrant 45 communes du département.

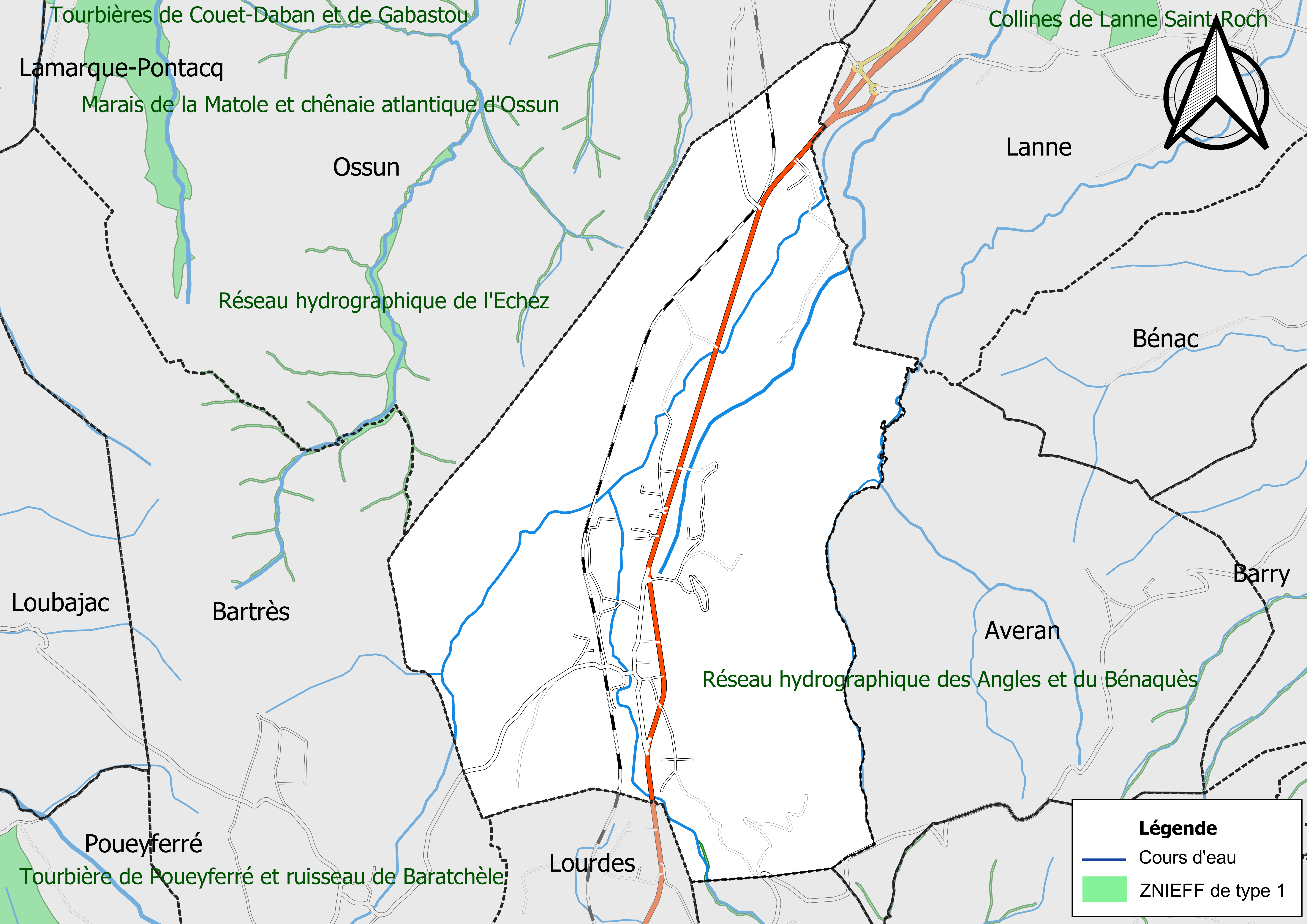
Carte de la ZNIEFF de type 1 sur la commune.
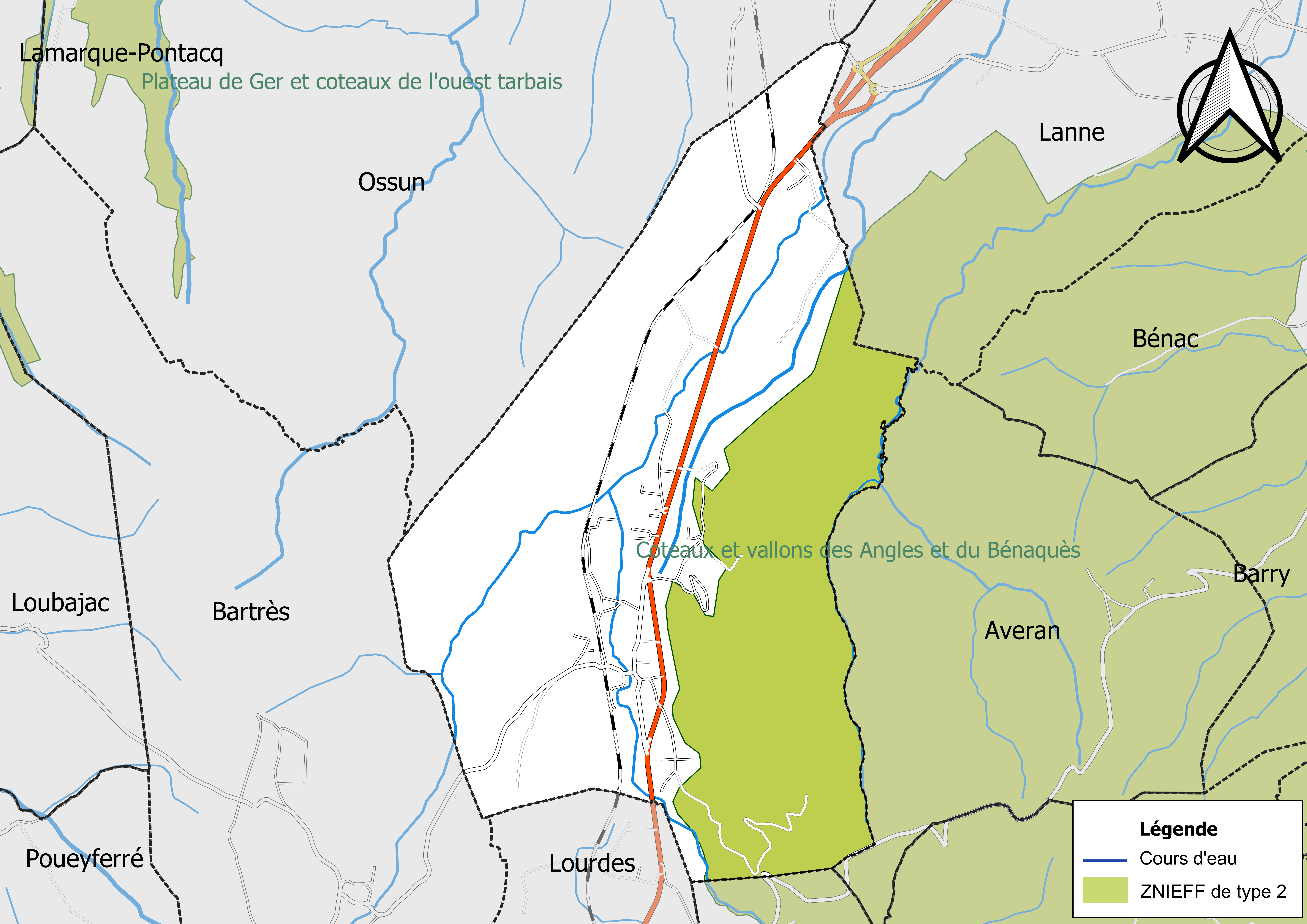
Carte de la ZNIEFF de type 2 sur la commune.

## Urbanisme

### Typologie
Au 1er janvier 2024, Adé est catégorisée bourg rural, selon la nouvelle grille communale de densité à sept niveaux définie par l'Insee en 2022.
Elle appartient à l'unité urbaine de Lourdes, une agglomération intra-départementale regroupant treize  communes, dont elle est une commune de la banlieue,,. Par ailleurs la commune fait partie de l'aire d'attraction de Lourdes, dont elle est une commune de la couronne,. Cette aire, qui regroupe 45 communes, est catégorisée dans les aires de moins de 50 000 habitants,.

### Occupation des sols
L'occupation des sols de la commune, telle qu'elle ressort de la base de données européenne d’occupation biophysique des sols Corine Land Cover (CLC), est marquée par l'importance des forêts et milieux semi-naturels (48,5 % en 2018), une proportion identique à celle de 1990 (48,5 %). La répartition détaillée en 2018 est la suivante : 
forêts (48,5 %), zones agricoles hétérogènes (26,2 %), terres arables (12 %), zones urbanisées (7,2 %), prairies (5,6 %), zones industrielles ou commerciales et réseaux de communication (0,5 %).
L'IGN met par ailleurs à disposition un outil en ligne permettant de comparer l’évolution dans le temps de l’occupation des sols de la commune (ou de territoires à des échelles différentes). Plusieurs époques sont accessibles sous forme de cartes ou photos aériennes : la carte de Cassini (XVIIIe siècle), la carte d'état-major (1820-1866) et la période actuelle (1950 à aujourd'hui).

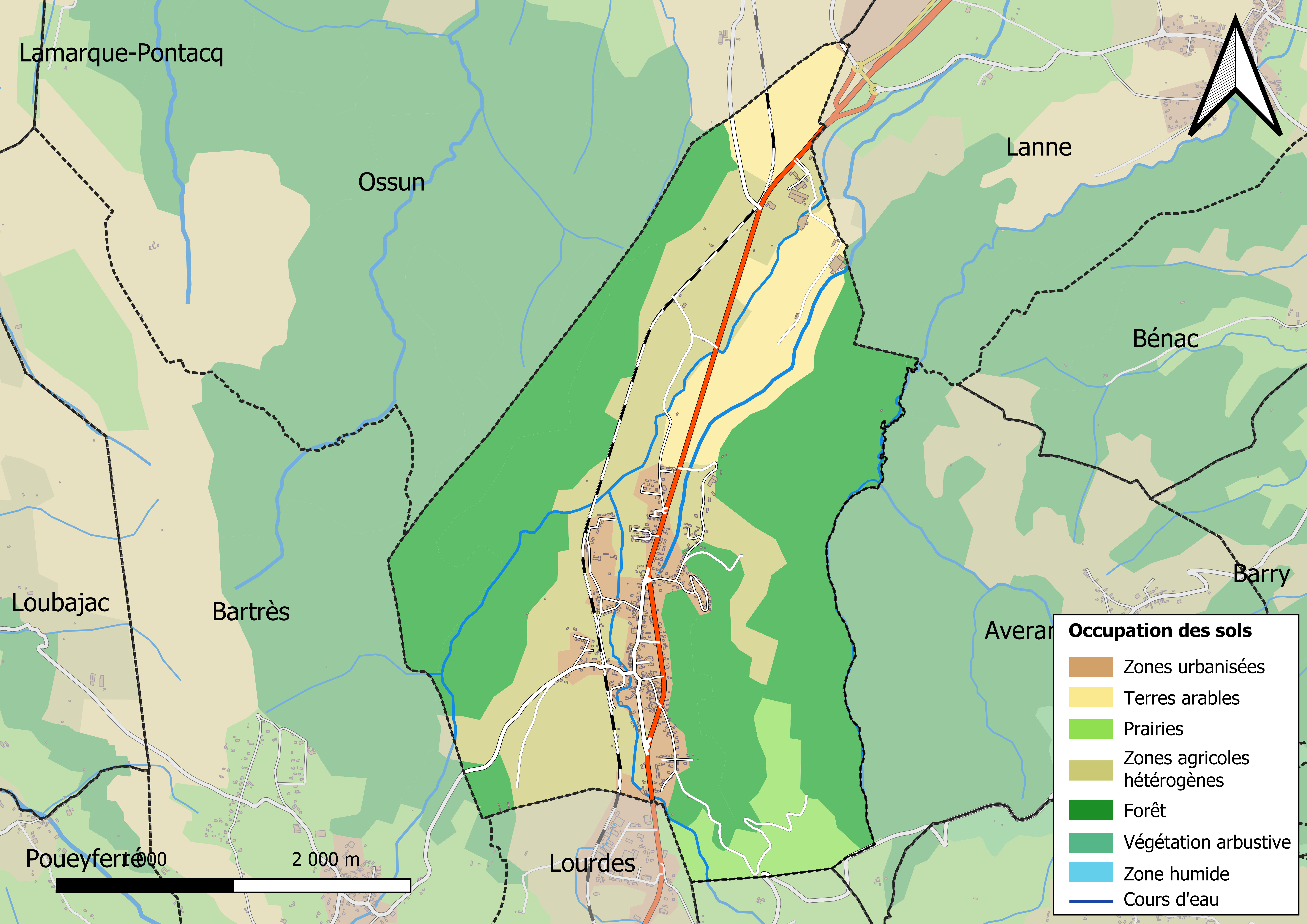
Carte des infrastructures et de l'occupation des sols en 2018 (CLC) de la commune.
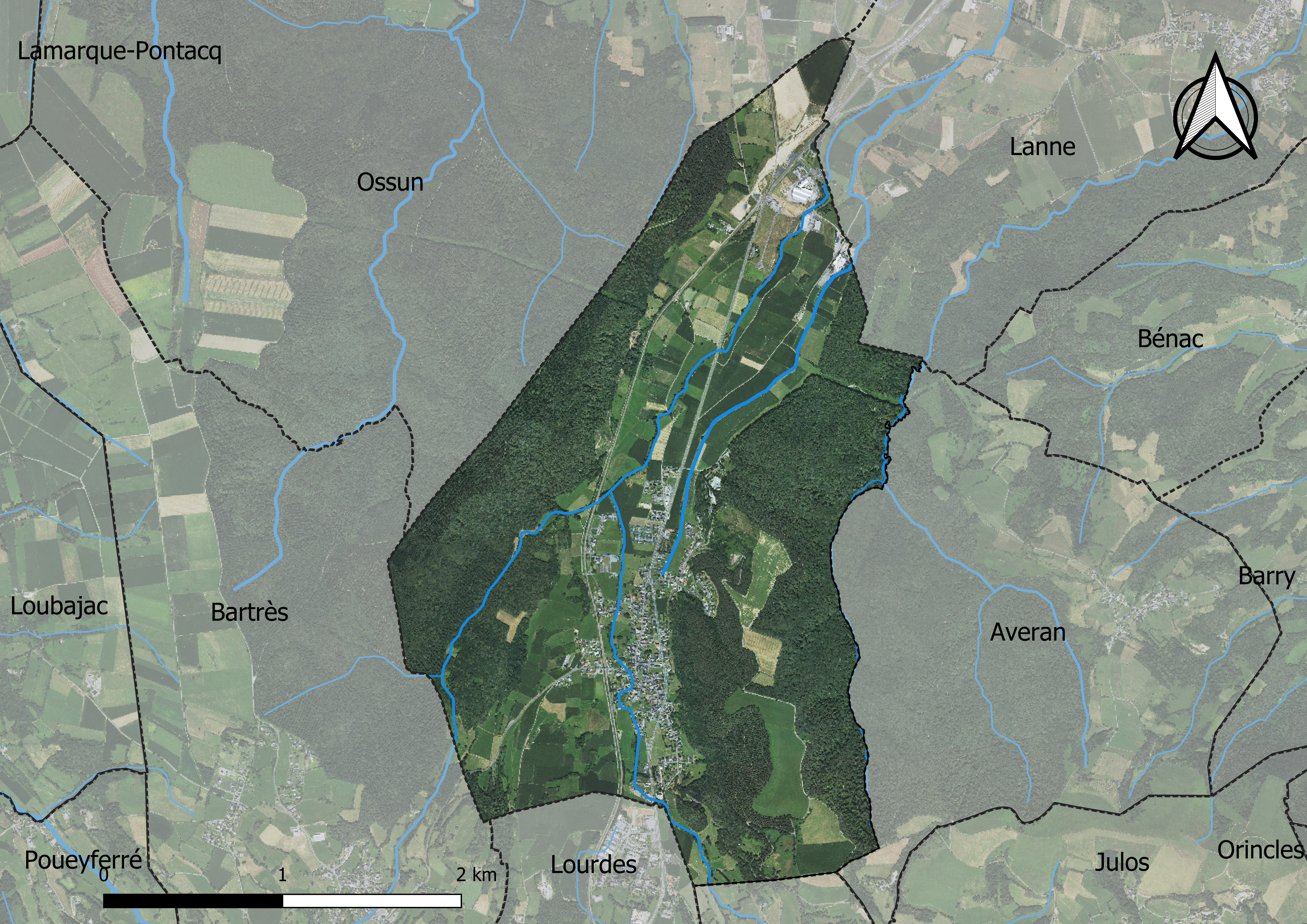
Carte orthophotogrammétrique de la commune.

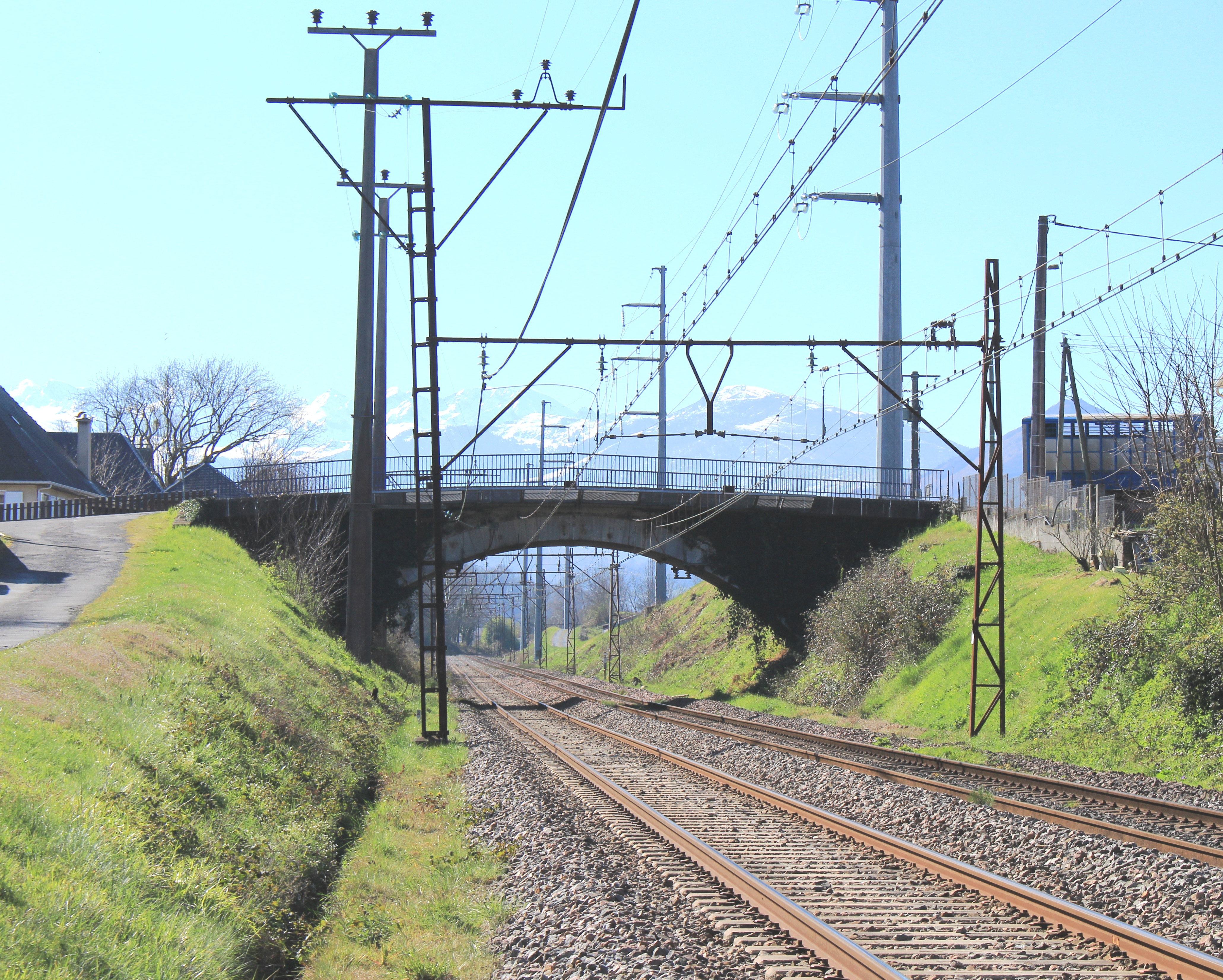
Le pont au-dessus de la voie ferrée.

### Voies de communication et transports
Cette commune est desservie par la route nationale N 21 et par la route départementale D 3.

### Risques majeurs
Le territoire de la commune d'Adé est vulnérable à différents aléas naturels : météorologiques (tempête, orage, neige, grand froid, canicule ou sécheresse), inondations, feux de forêts, mouvements de terrains et séisme (sismicité moyenne). Il est également exposé à un risque technologique,  le transport de matières dangereuses. Un site publié par le BRGM permet d'évaluer simplement et rapidement les risques d'un bien localisé soit par son adresse soit par le numéro de sa parcelle.

#### Risques naturels
Certaines parties du territoire communal sont susceptibles d’être affectées par le risque d’inondation par débordement de cours d'eau, notamment la Geune. La cartographie des zones inondables en ex-Midi-Pyrénées réalisée dans le cadre du XIe Contrat de plan État-région, visant à informer les citoyens et les décideurs sur le risque d’inondation, est accessible sur le site de la DREAL Occitanie. La commune a été reconnue en état de catastrophe naturelle au titre des dommages causés par les inondations et coulées de boue survenues en 1982, 1999 et 2009,.
Adé est exposée au risque de feu de forêt. Un plan départemental de protection des forêts contre les incendies a été approuvé par arrêté préfectoral le 21 avril 2020 pour la période 2020-2029. Le précédent couvrait la période 2007-2017. L’emploi du feu est régi par deux types de réglementations. D’abord le code forestier et l’arrêté préfectoral du 27 octobre 2014, qui réglementent l’emploi du feu à moins de 200 m des espaces naturels combustibles sur l’ensemble du département. Ensuite celle établie dans le cadre de la lutte contre la pollution de l’air, qui interdit le brûlage des déchets verts des particuliers. L’écobuage est quant à lui réglementé dans le cadre de commissions locales d’écobuage (CLE).

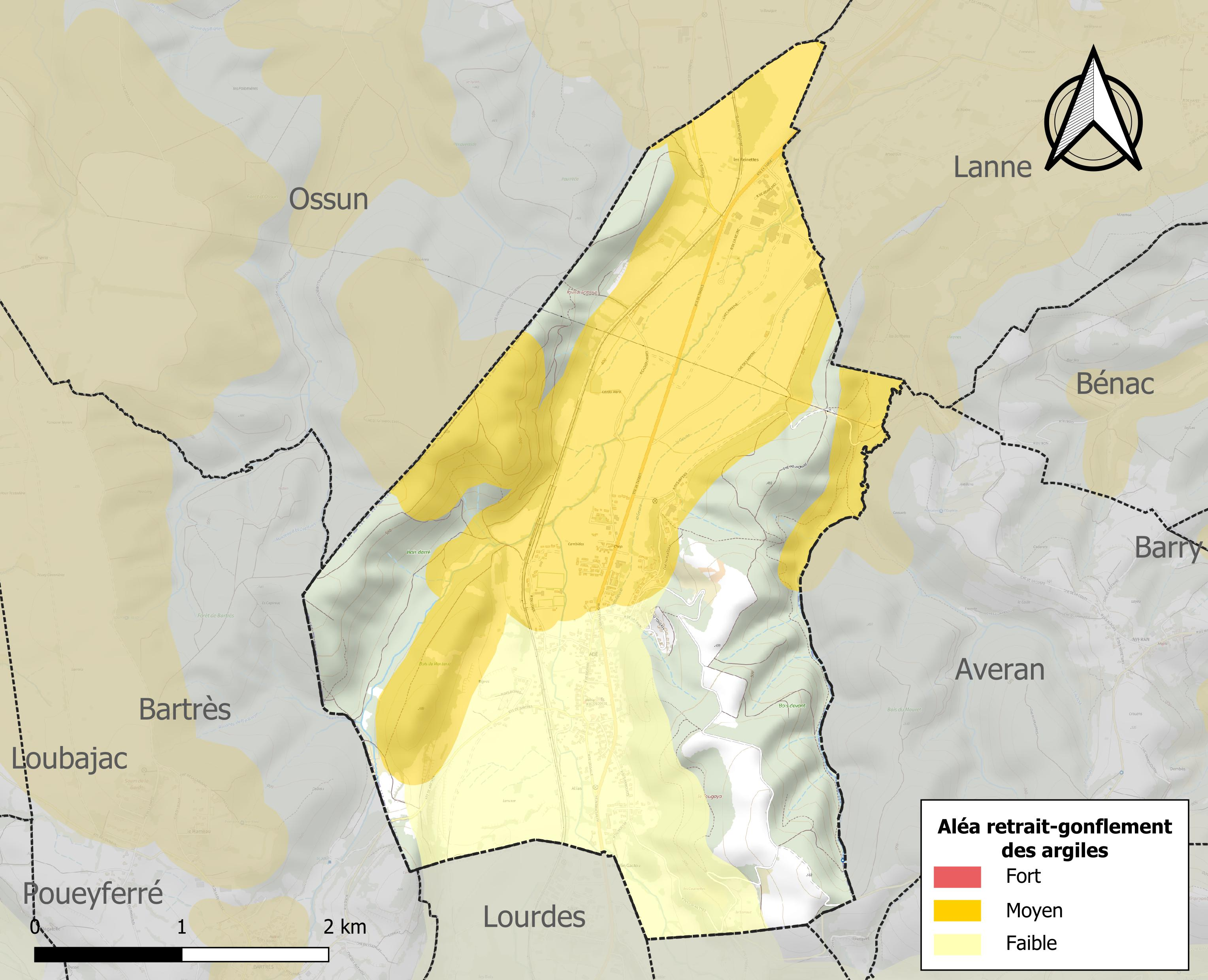
Carte des zones d'aléa retrait-gonflement des sols argileux d'Adé.

Les mouvements de terrains susceptibles de se produire sur la commune sont des tassements différentiels.
Le retrait-gonflement des sols argileux est susceptible d'engendrer des dommages importants aux bâtiments en cas d’alternance de périodes de sécheresse et de pluie. 46,8 % de la superficie communale est en aléa moyen ou fort (44,5 % au niveau départemental et 48,5 % au niveau national). Sur les 299 bâtiments dénombrés sur la commune en 2019, 98 sont en aléa moyen ou fort, soit 33 %, à comparer aux 75 % au niveau départemental et 54 % au niveau national. Une cartographie de l'exposition du territoire national au retrait gonflement des sols argileux est disponible sur le site du BRGM,.
Par ailleurs, afin de mieux appréhender le risque d’affaissement de terrain, l'inventaire national des cavités souterraines permet de localiser celles situées sur la commune.
Concernant les mouvements de terrains, la commune a été reconnue en état de catastrophe naturelle au titre des dommages causés par des mouvements de terrain en 1999.

#### Risque technologique
Le risque de transport de matières dangereuses sur la commune est lié à sa traversée par une route à fort trafic, une ligne de chemin de fer et une canalisation de transport d'hydrocarbures. Un accident se produisant sur de telles infrastructures est susceptible d’avoir des effets graves sur les biens, les personnes ou l'environnement, selon la nature du matériau transporté. Des dispositions d’urbanisme peuvent être préconisées en conséquence.

## Toponymie

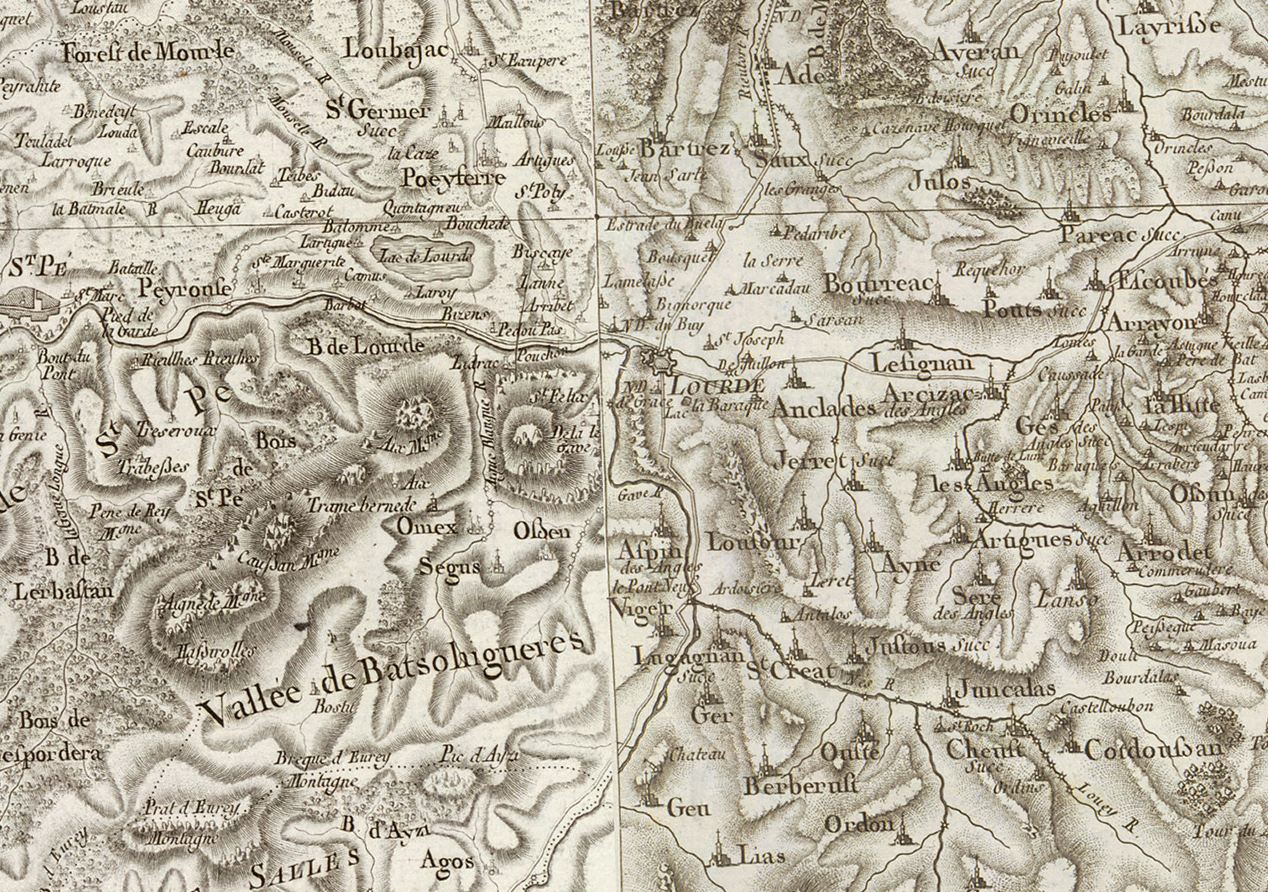
Extrait de la carte de Cassini (entre 1756 et 1789) situant Adé au nord-ouest de Lourdes.

On trouvera les principales informations dans le Dictionnaire toponymique des communes des Hautes-Pyrénées de Michel Grosclaude et Jean-François Le Nail qui rapporte les mentions anciennes du village :

### Attestation anciennes
- in Ader (entre 1022 et 1036, cartulaire de Saint-Pé) ;
- Ader (XIIe siècle, cartulaire de Bigorre ; 1285, montre Bigorre) ;
- Ader (1384, livre vert de  Bénac) ;
- d-Adee (v. 1200-1230, cartulaires Bigorre) ;
- De Aderio, de Aderrio, latin (1300, enquête Bigorre ; 1313, Debita regi Navarre) ;
- de Aderio, latin (1342, pouillé Tarbes ; 1379, procuration Tarbes) ;
- loc d-Ader, territori de Ader (1429, censier  de Bigorre) ;
- Ade (1541, ADPA, B 1010) ;
- Ade (fin XVIIIe siècle, carte de Cassini).

### Étymologie
Du nom de personne gascon Adèr pris absolument. Probablement du germanique Ad-hari.
Nom occitan : Adèr.

## Histoire
À l'emplacement de l'église, un château ayant appartenu aux comtes de Bigorre culminait au XIe siècle. Il aurait été détruit au XIVe siècle par le parti anglais.

## Politique et administration

### Liste des maires

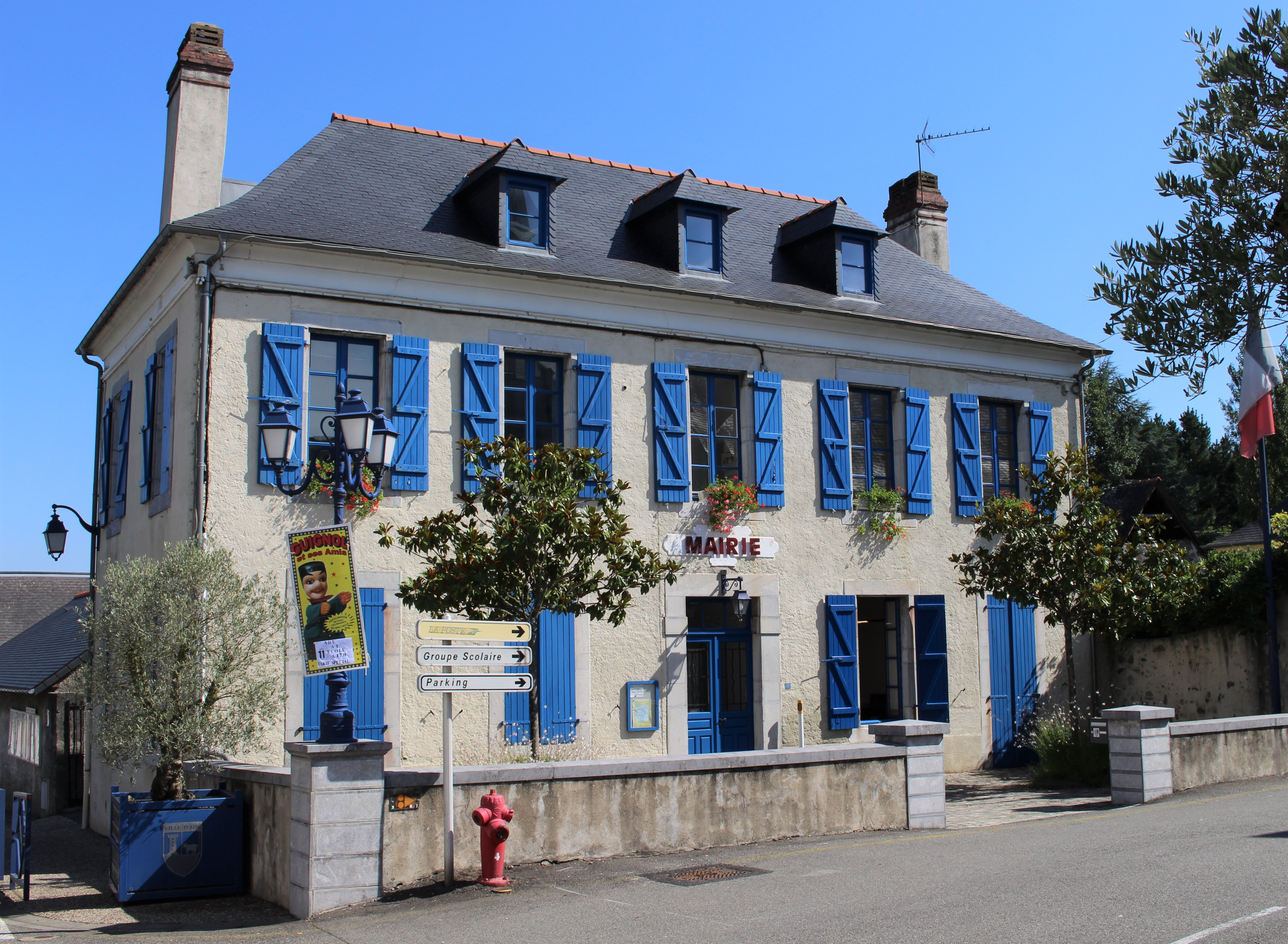
La mairie en 2023.

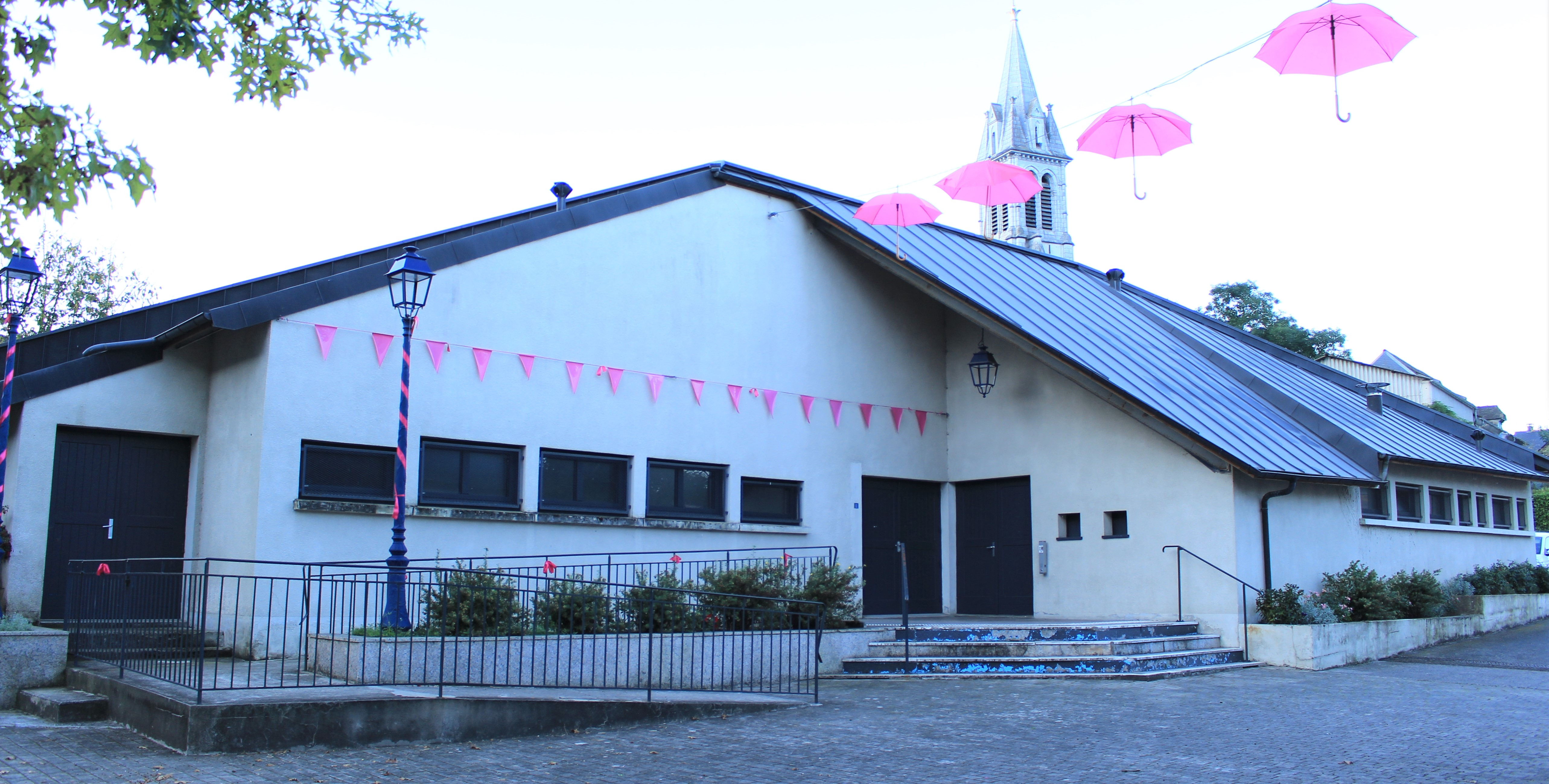
Le foyer rural en 2023.

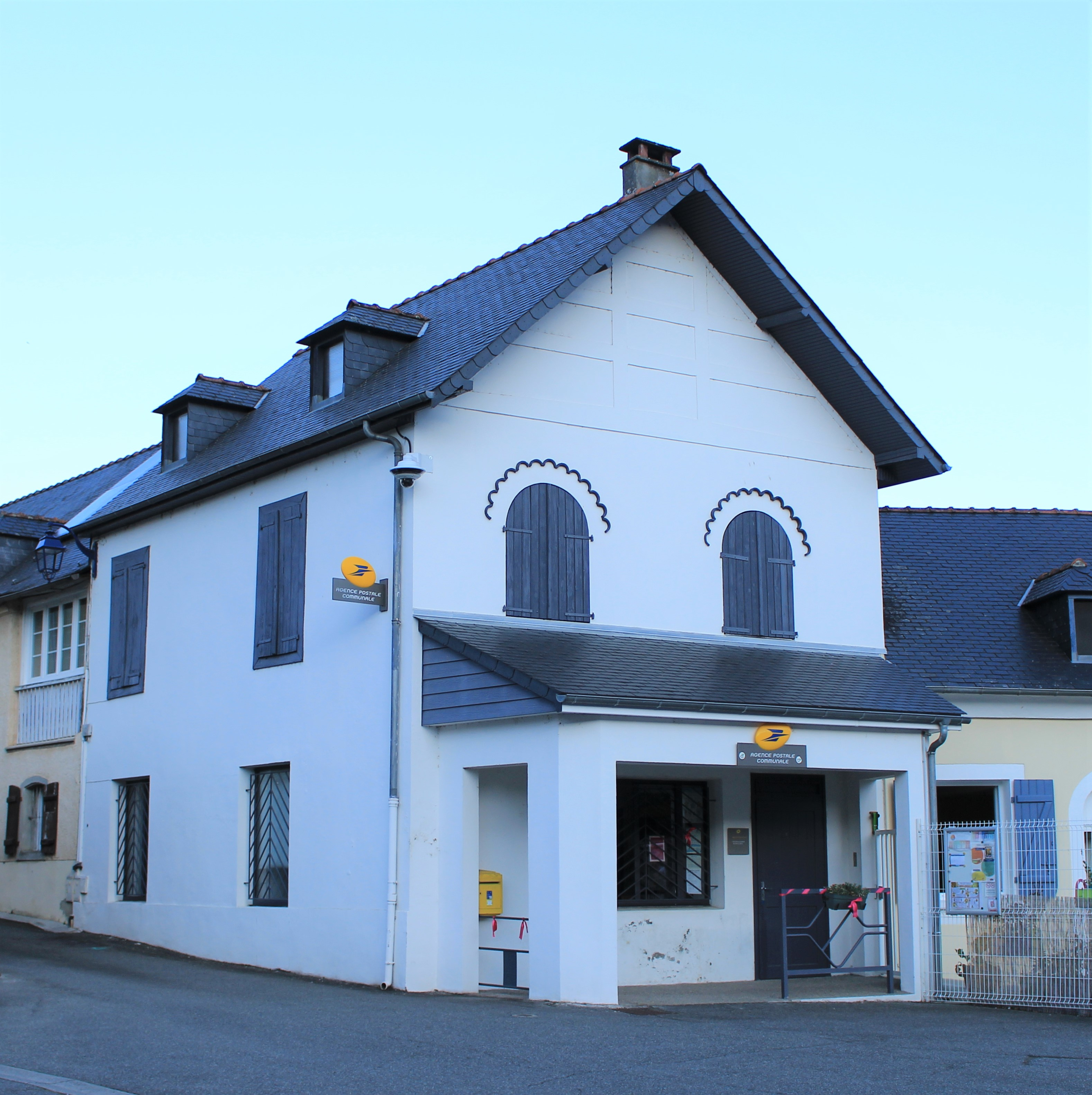
La Poste en 2023.

| Période                                  | Période                   | Identité         | Étiquette | Qualité                                                 |
| ---------------------------------------- | ------------------------- | ---------------- | --------- | ------------------------------------------------------- |
| Les données manquantes sont à compléter. |                           |                  |           |                                                         |
| 1945                                     | 1963                      | Louis Duclos     |           |                                                         |
| 1963                                     | 1965                      | Joseph Lopez     |           |                                                         |
| 1965                                     | mars 1977                 | Jean Cazenavette |           |                                                         |
| mars 1977                                | 1986                      | Joseph Lopez     |           |                                                         |
| 1986                                     | avril 2014                | Robert Bergero   |           |                                                         |
| avril 2014                               | En cours (au 28 mai 2020) | Jean-Marc Boya   | SE        | Ouvrier, conseiller départemental suppléant depuis 2021 |

### Rattachements administratifs et électoraux

#### Intercommunalité
Adé fait partie de la communauté de communes du Pays de Lourdes, créée en décembre 2002, qui réunit dix-huit communes.

## Population et société

### Démographie

#### Évolution démographique

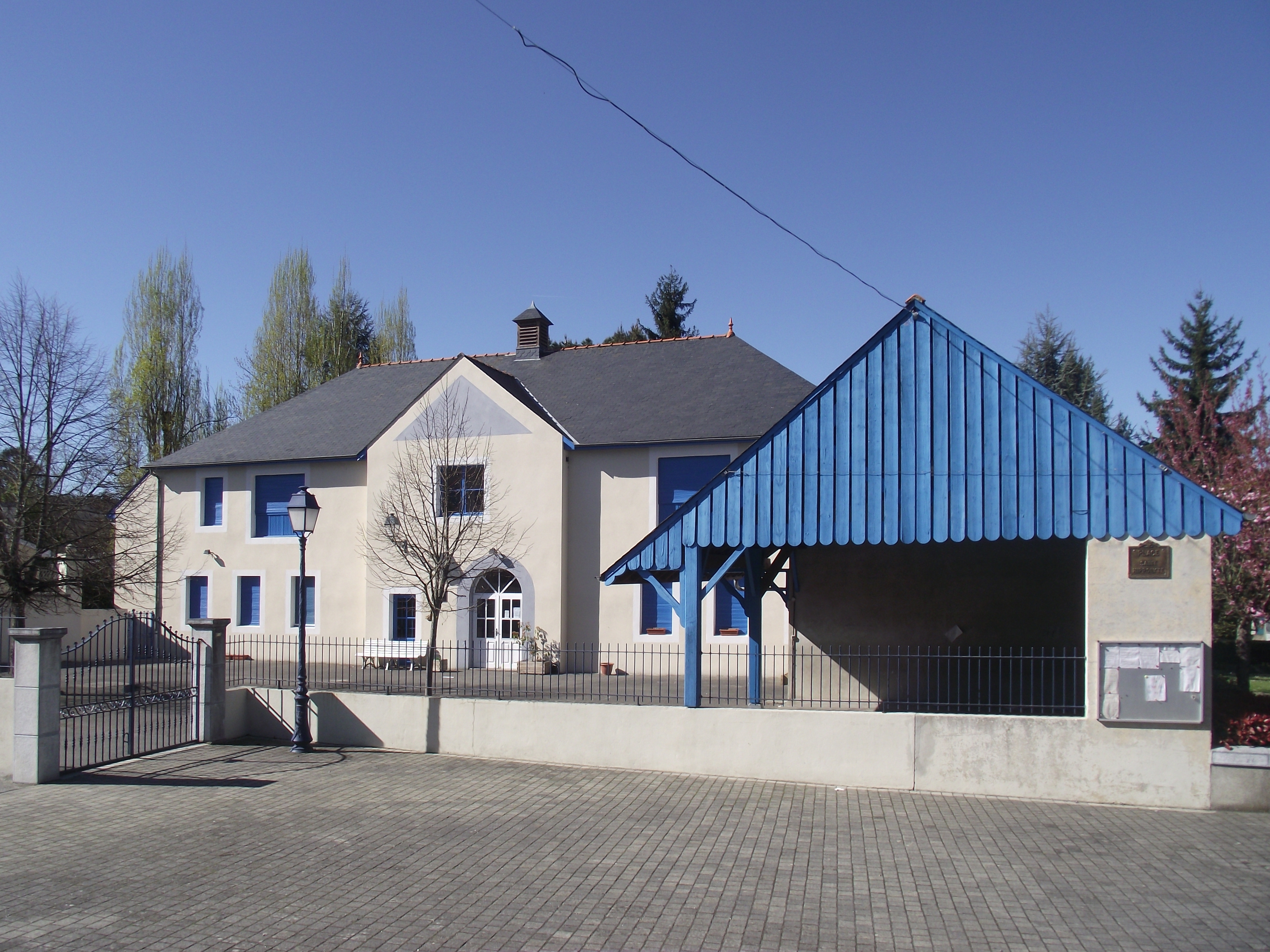
Groupe scolaire d'Adé en 2012.

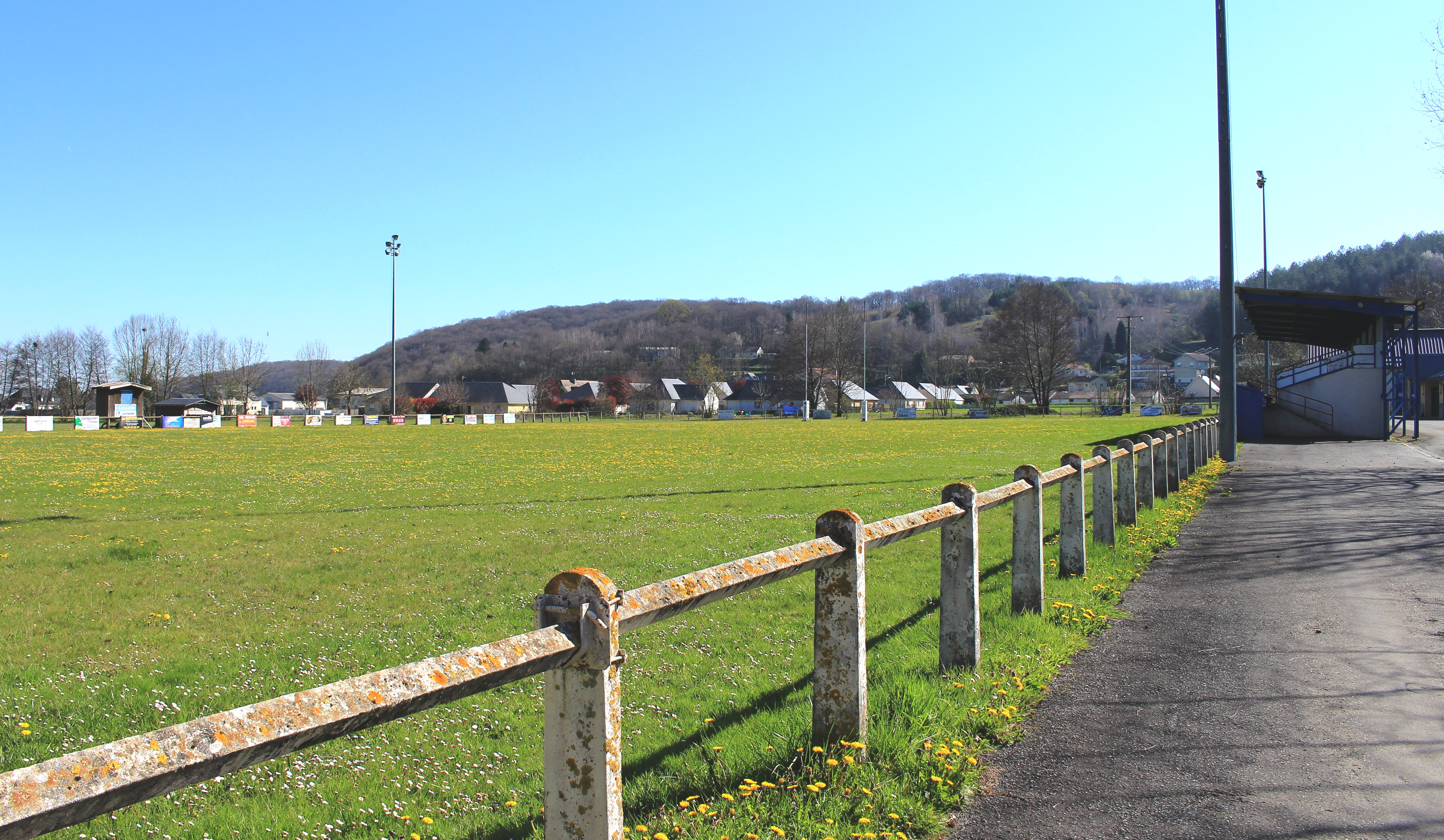
Le stade de rugby Joseph-Lopez en 2021.

L'évolution du nombre d'habitants est connue à travers les recensements de la population effectués dans la commune depuis 1793. Pour les communes de moins de 10 000 habitants, une enquête de recensement portant sur toute la population est réalisée tous les cinq ans, les populations de référence des années intermédiaires étant quant à elles estimées par interpolation ou extrapolation. Pour la commune, le premier recensement exhaustif entrant dans le cadre du nouveau dispositif a été réalisé en 2004.

En 2022, la commune comptait 834 habitants, en évolution de +4,12 % par rapport à 2016 (Hautes-Pyrénées : +1,59 %, France hors Mayotte : +2,11 %).
| 1793 | 1800 | 1806 | 1821 | 1831 | 1836 | 1841 | 1846 | 1851 |
| ---- | ---- | ---- | ---- | ---- | ---- | ---- | ---- | ---- |
| 568  | 531  | 505  | 598  | 629  | 674  | 682  | 681  | 688  |

| 1856 | 1861 | 1866 | 1872 | 1876 | 1881 | 1886 | 1891 | 1896 |
| ---- | ---- | ---- | ---- | ---- | ---- | ---- | ---- | ---- |
| 669  | 619  | 619  | 589  | 565  | 522  | 504  | 475  | 528  |

| 1901 | 1906 | 1911 | 1921 | 1926 | 1931 | 1936 | 1946 | 1954 |
| ---- | ---- | ---- | ---- | ---- | ---- | ---- | ---- | ---- |
| 534  | 503  | 438  | 374  | 356  | 355  | 373  | 347  | 384  |

| 1962 | 1968 | 1975 | 1982 | 1990 | 1999 | 2004 | 2006 | 2009 |
| ---- | ---- | ---- | ---- | ---- | ---- | ---- | ---- | ---- |
| 394  | 445  | 465  | 514  | 637  | 674  | 711  | 711  | 744  |

| 2014 | 2019 | 2022 | - | - | - | - | - | - |
| ---- | ---- | ---- | - | - | - | - | - | - |
| 798  | 826  | 834  | - | - | - | - | - | - |

### Enseignement
La commune dépend de l'académie de Toulouse. Elle dispose d’une école en 2019.
- École primaire : Donatien-Arberet

### Sports

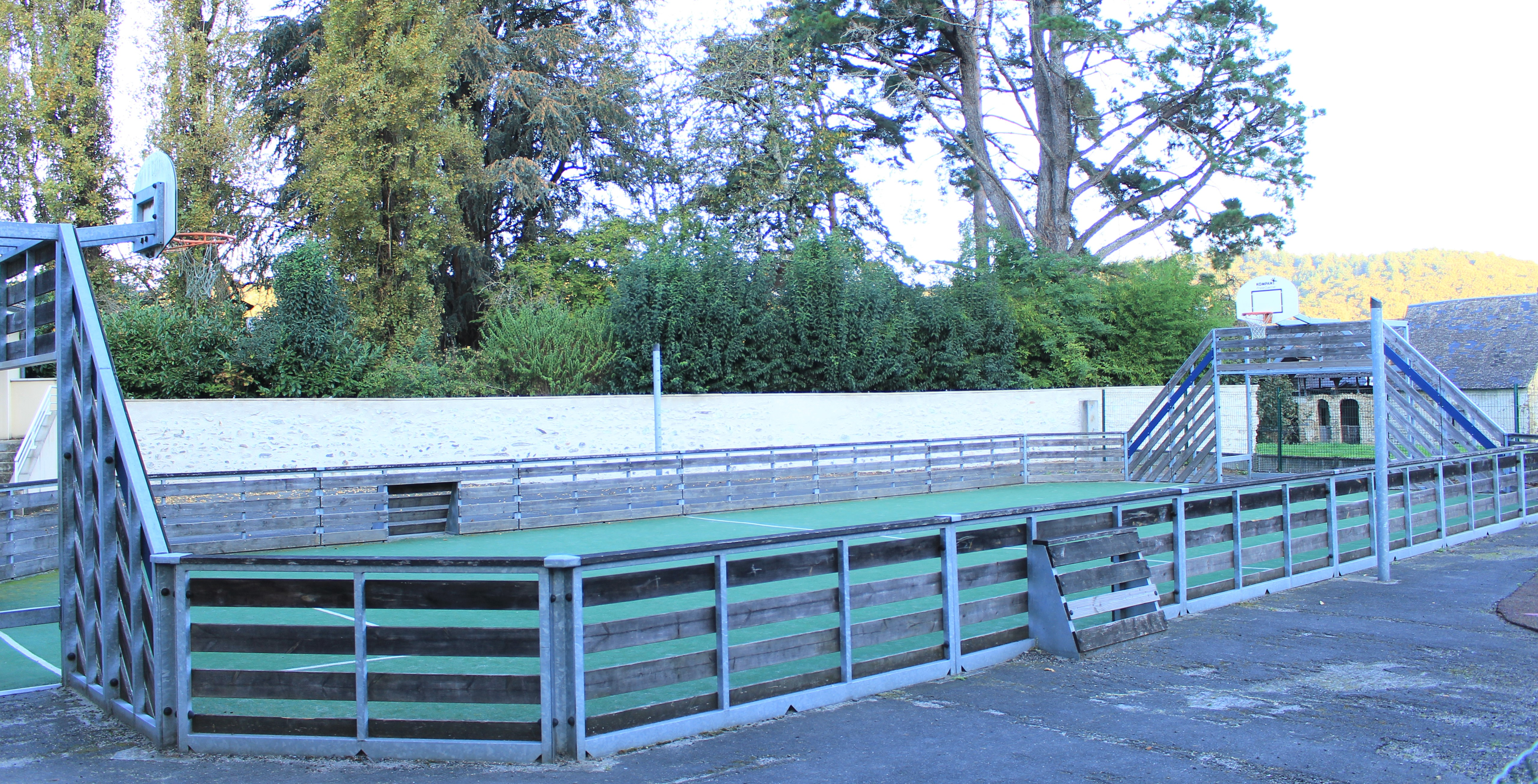
Le terrain de basket-ball.

- Adé possède un club de rugby qui joue au stade Joseph-Lopez.

## Économie

### Revenus
En 2018, la commune compte 346 ménages fiscaux, regroupant 788 personnes. La médiane du revenu disponible par unité de consommation est de 22 520 € (20 420 € dans le département).

### Emploi
| Division       | 2008  | 2013  | 2018  |
| -------------- | ----- | ----- | ----- |
| Commune        | 5,3 % | 6,6 % | 7 %   |
| Département    | 7,7 % | 9,4 % | 9,8 % |
| France entière | 8,3 % | 10 %  | 10 %  |

En 2018, la population âgée de 15 à 64 ans s'élève à 506 personnes, parmi lesquelles on compte 77,1 % d'actifs (70,2 % ayant un emploi et 7 % de chômeurs) et 22,9 % d'inactifs,. Depuis 2008, le taux de chômage communal (au sens du recensement) des 15-64 ans est inférieur à celui de la France et du département.
La commune fait partie de la couronne de l'aire d'attraction de Lourdes, du fait qu'au moins 15 % des actifs travaillent dans le pôle,. Elle compte 231 emplois en 2018, contre 411 en 2013 et 324 en 2008. Le nombre d'actifs ayant un emploi résidant dans la commune est de 358, soit un indicateur de concentration d'emploi de 64,4 % et un taux d'activité parmi les 15 ans ou plus de 57,3 %.
Sur ces 358 actifs de 15 ans ou plus ayant un emploi, 38 travaillent dans la commune, soit 11 % des habitants. Pour se rendre au travail, 95 % des habitants utilisent un véhicule personnel ou de fonction à quatre roues, 0,8 % les transports en commun, 0,9 % s'y rendent en deux-roues, à vélo ou à pied et 3,3 % n'ont pas besoin de transport (travail au domicile).

## Culture locale et patrimoine

### Lieux et monuments
- Chapelle Notre-Dame-du-Rosaire ;
- Église Saint-Hippolyte d'Adé et la basilique de l'Immaculée-Conception de Lourdes sont les œuvres du même architecte, Hippolyte Durand. On leur reconnaîtra ainsi un petit « air de famille ». Cet édifice à trois nefs a été construit sur l’ancienne motte féodale. La cave du presbytère est l’ancienne armurerie du château qui y culminait au XIe siècle. À l’intérieur, un tympan représente le martyre de saint Hippolyte, saint patron du village.
- Ancien château dont subsistent les anciens remparts.
- Lavoir.

### Personnalités liées à la commune
- Pierre Carassus (1943-), homme politique.
- Alain Caussade international de rugby

### Héraldique
| Blason | Blasonnement : Parti, au premier d'argent à une tour de sable, au second d'or à une vache de gueules sur une terrasse ondée de sinople. Commentaires : Officiel. |

Sélection de vues diverses
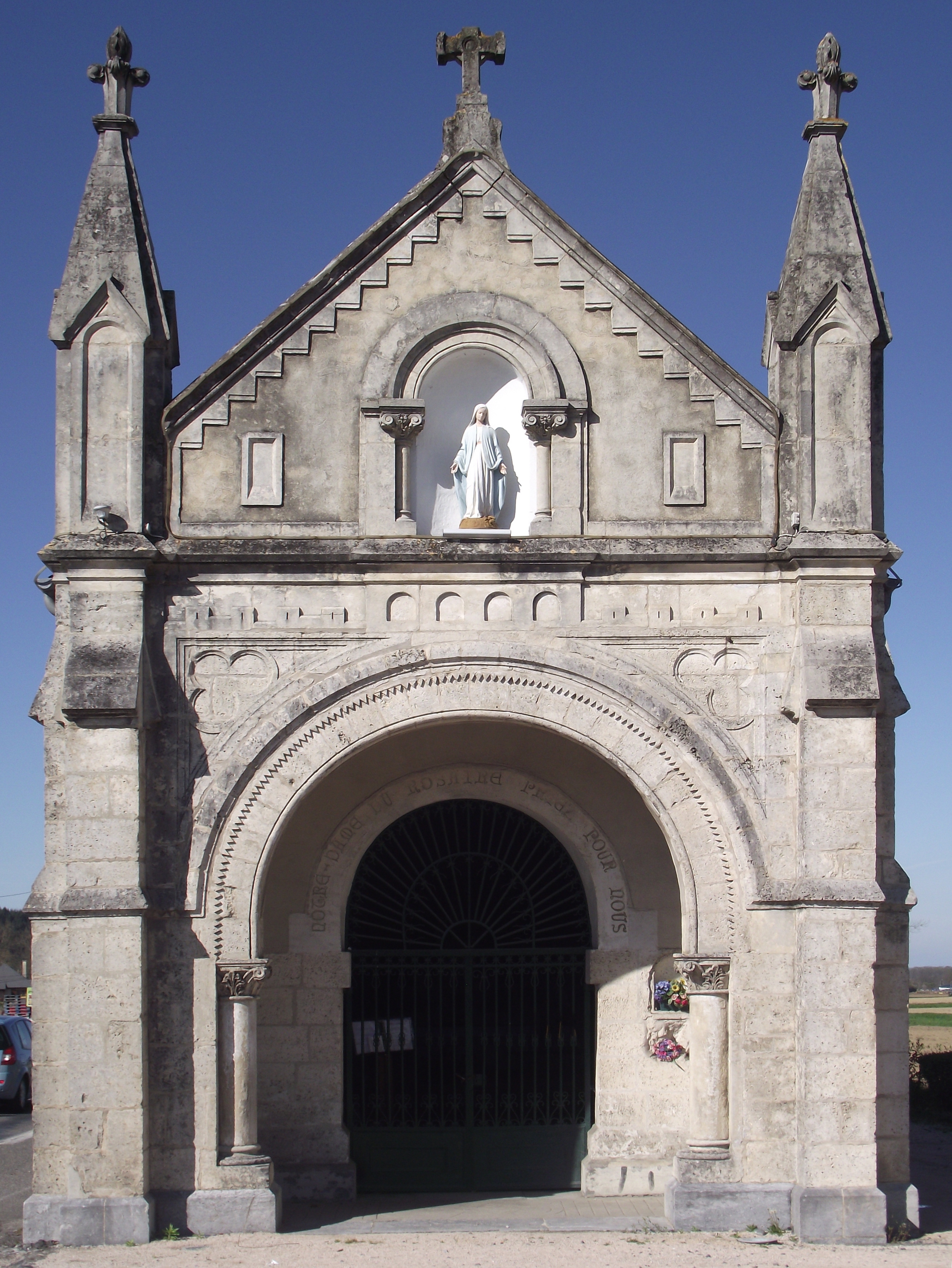
La chapelle Notre-Dame-du-Rosaire.
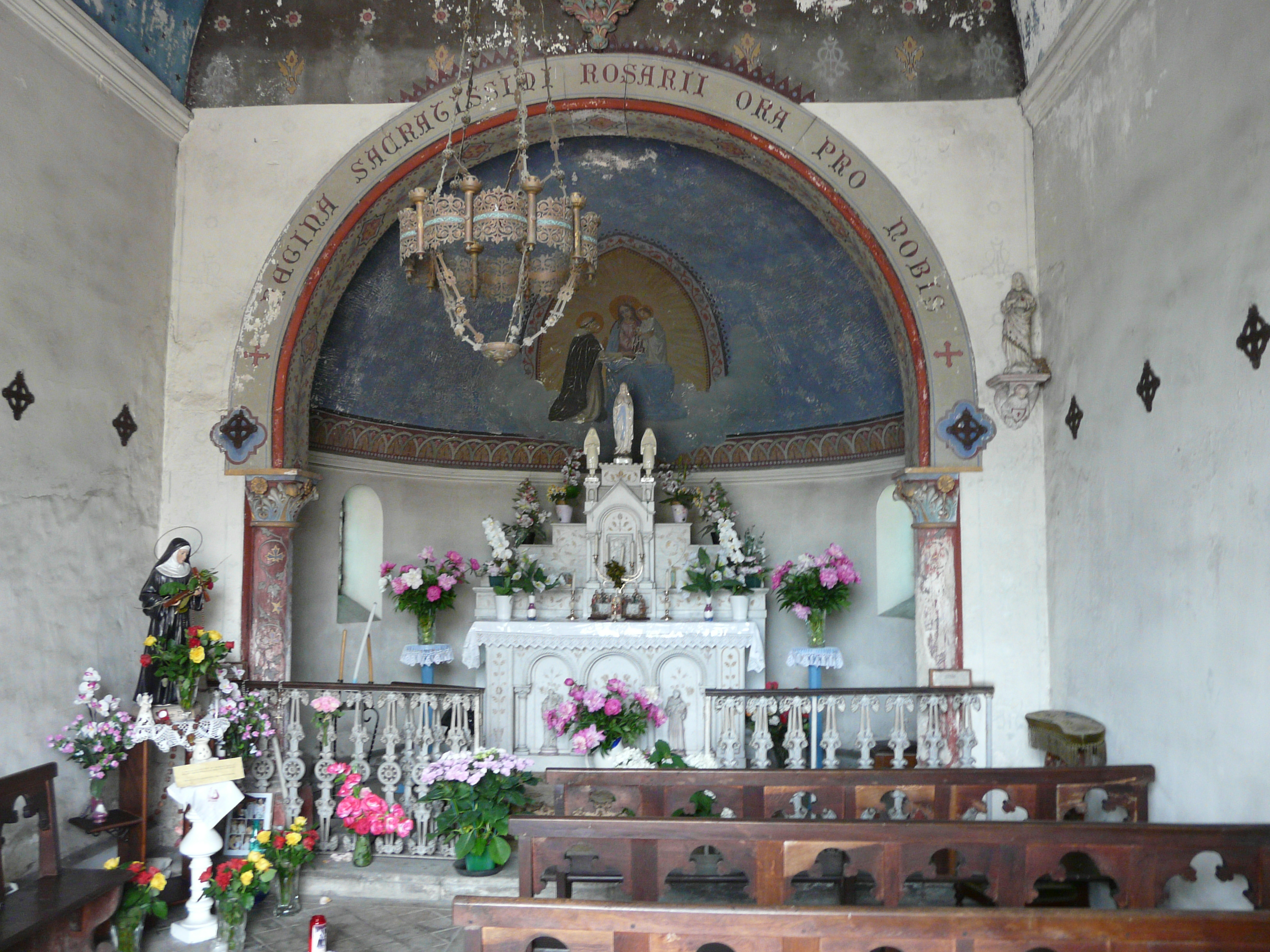
L'intérieur de la chapelle Notre-Dame-du-Rosaire.
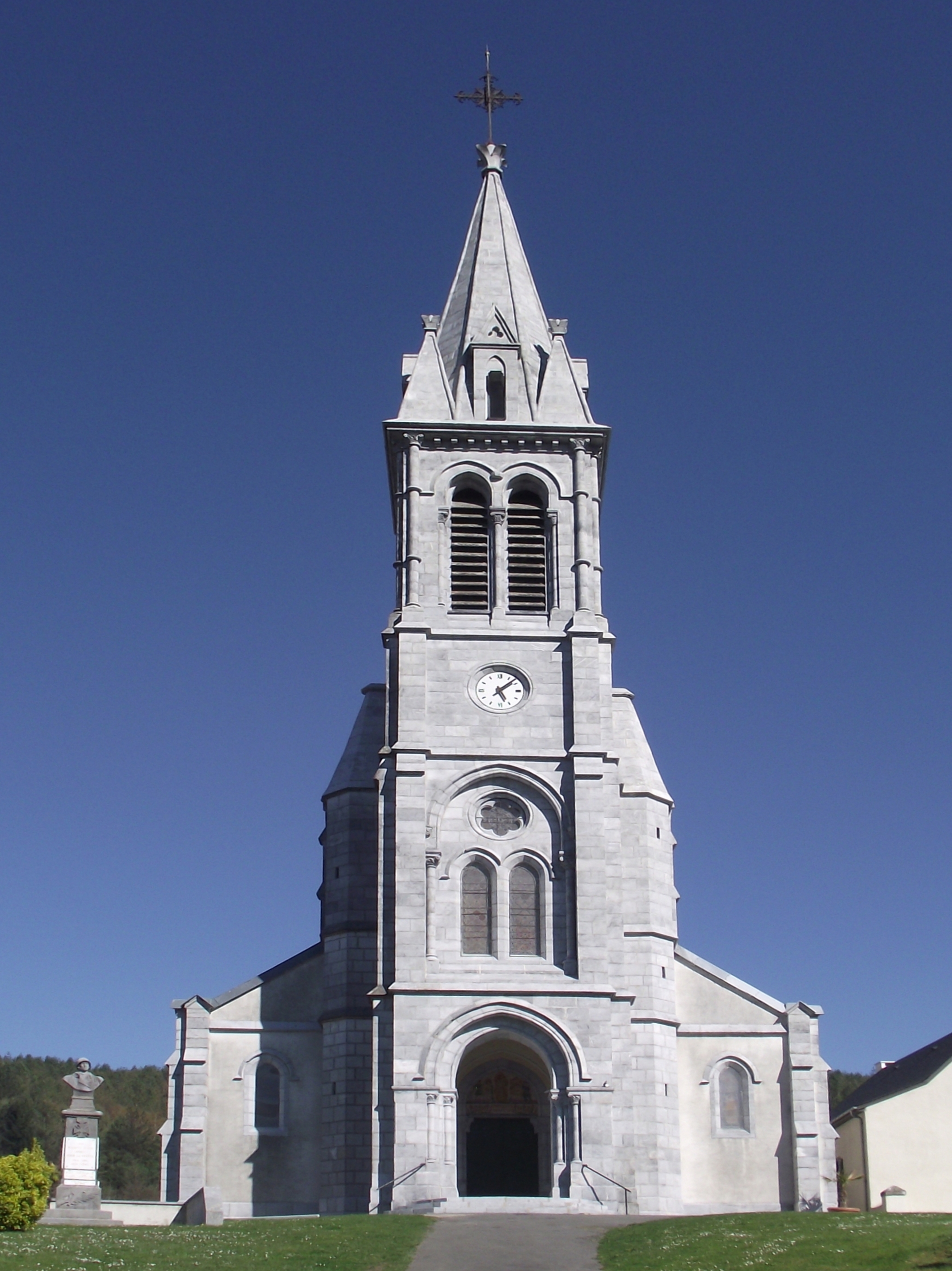
L'église Saint-Hippolyte.
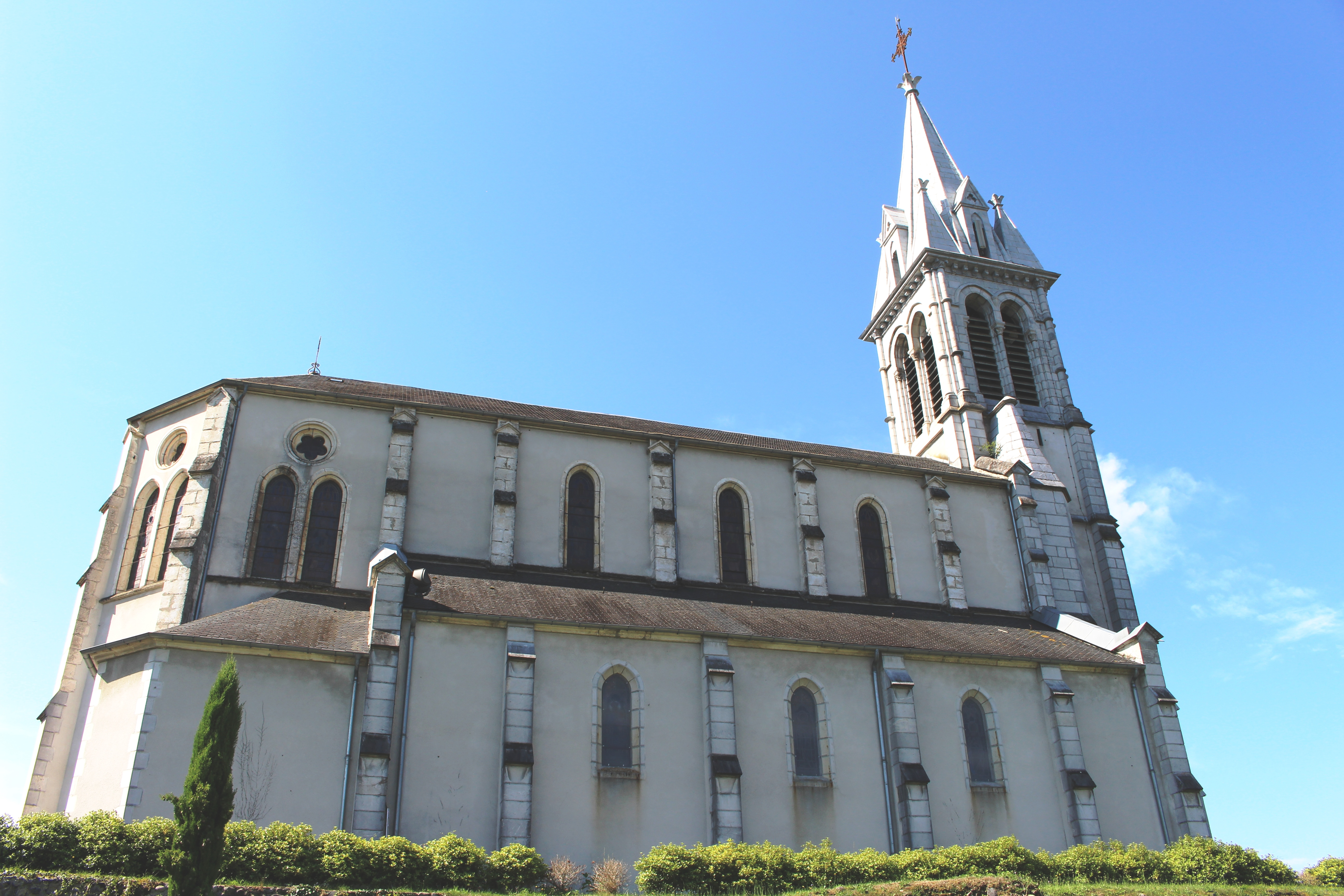
L'église Saint-Hippolyte.
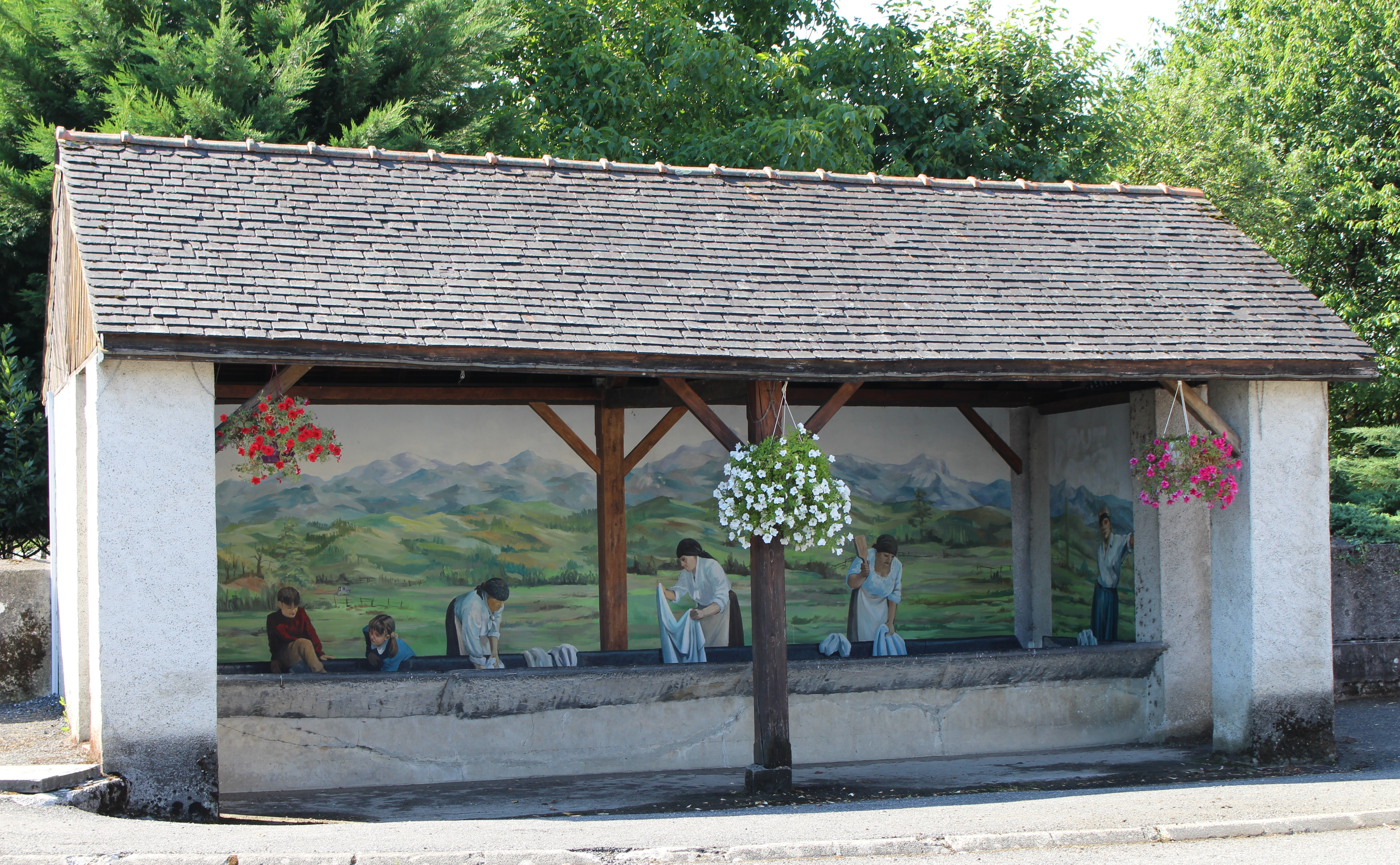
Le lavoir en 2015.
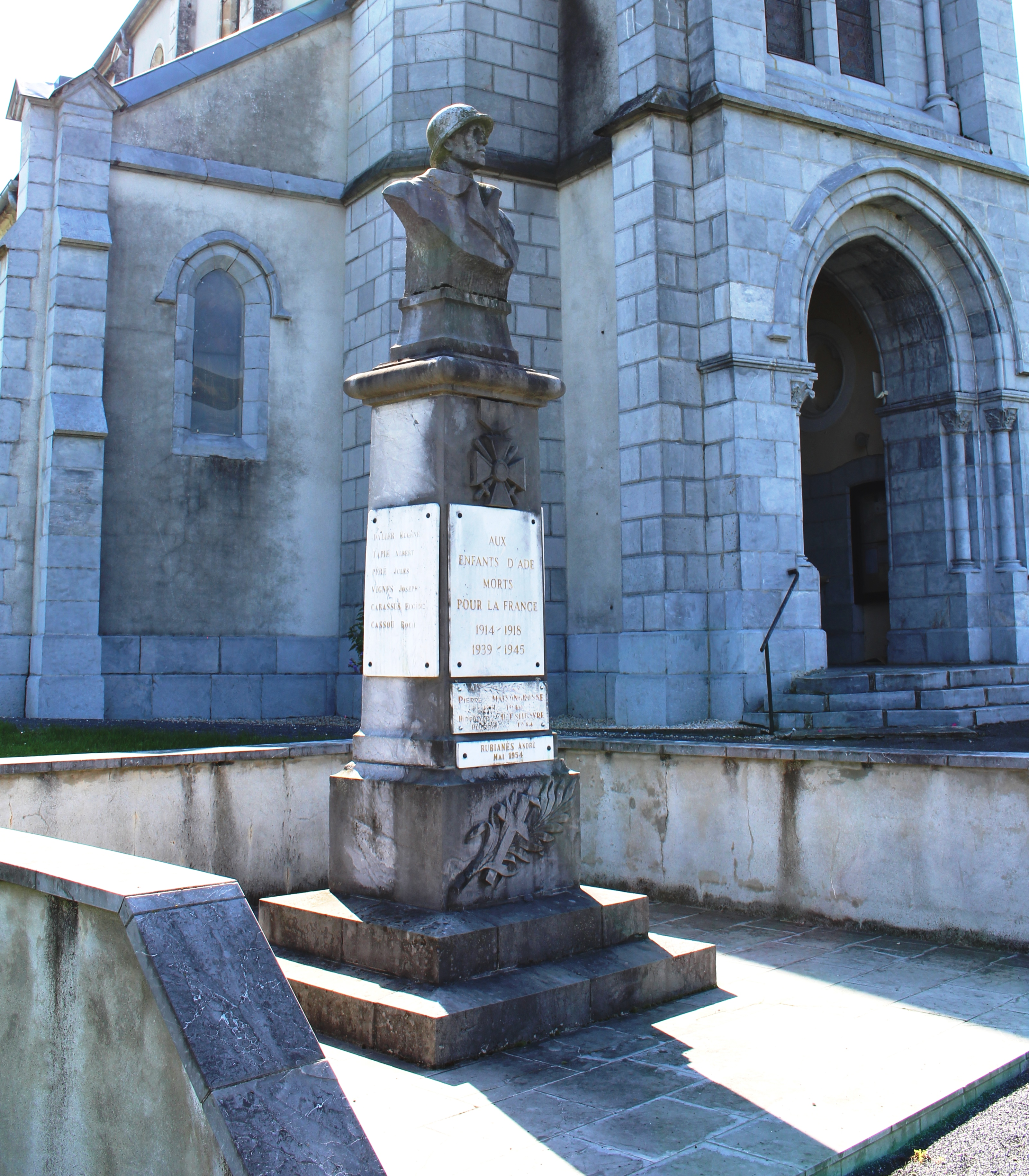
Le monument aux morts.
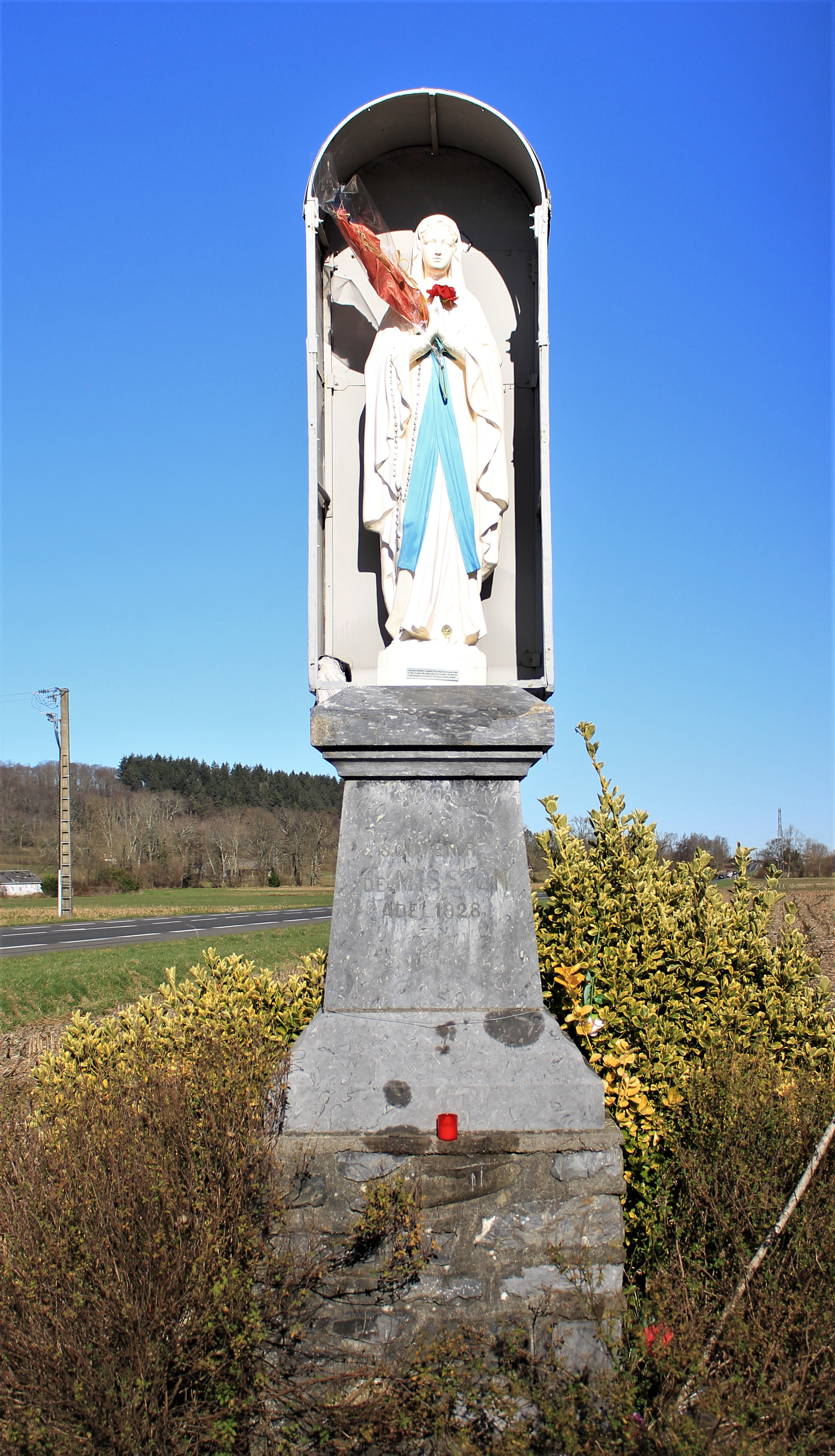
L'oratoire Notre-Dame de Lourdes.